# De Pinte
De Pinte (Pronunciación holandesa: [də ˈpɪntə]) es un municipio localizado en la provincia belga de Flandes Oriental. Antes de su existencia como un municipio independiente en 1868, De Pinte era parte del municipio belga de Nazaret. El municipio comprende las ciudades de De Pinte (propiamente) y Zevergem. Hacia el 1 de enero de 2019, De Pinte tenía una población total de 10 683. El área total es de 17.98 km², lo cual da una densidad de población de 594 habitantes por km².

## Historia
El nombre del municipio está relacionado con una posada, llamada "Het Pijntken", que estaba situada en la actual vía Pintestraat 69,  y este fue el primer nombre de la municipalidad que se usó cuando fue una localidad independiente de Nazaret el 2 de junio de 1868 y se entendía como 'Pequeño Nazaret" en aquel tiempo. Al final del siglo XIX muchas compañías hortícolas entraron en esta área y más adelante en el siglo XX todo fue parcelado. De Pinte se convirtió también en una estación de tren entre Gante-Kortrijk (a partir de 1839) y Gante-Oudenaarde (a partir de 1857). El territorio posee un vasto páramo cerca a la Abadía de Gante Saint-Peter, el cual se llamó Scheldevelde. 
Los colores de De Pinte son rojo y blanco. La bandera puede ser descrita con dos segmentos: uno semi-rojo y el otro semi-blanco, con un escudo y tres estrellas de ocho puntas de oro (2:1), doce bloques de plata (4:1:7). La proporciones es 2:3.
En 1977, los municipios anteriores de De Pinte y Zevergem se unieron bajo el nombre del primer municipio. La frontera sur del municipio fue extendida hasta alcanzar el Río Escalda

## Demografía

### Evolución
Todos los datos históricos relativos al actual municipio, el siguiente gráfico refleja su evolución demográfica, incluyendo municipios después de efectuada la fusión el 1 de enero de 1977.
| Gráfica de evolución demográfica de De Pinte entre 1846 y 2019 |
|                                                                |

## Política
La alcaldesa de De Pinte es Hilde Claeys. 

## Comunidades
De Pinte tiene dos comunidades, De Pinte y Zevergem, siendo la primera más populosa que la segunda. Mientras que por superficie ambas localidades son similares. La vía Oudenaardse Steenweg (N60) es generalmente considerada la frontera entre los dos municipios. De Pinte está considerada una localidad rica teniendo un concesionario de Ferrari y muchas casas grandes unifamiliares. Hay muchos residentes internacionales, atraídos por los mayores empleadores de Gante como Bayer y la Universidad. Mientras el lenguaje de enseñanza en el sistema escolar es holandés, los estudiantes son normalmente bilingües o trilingües en sus años adolescentes. 
| Nombre   | Superficie       | Habitantes          |
| -------- | ---------------- | ------------------- |
| De Pinte | 8,85 km²         |                     |
| Zevergem | 9,13 km²         |                     |
| Total    | 17,98 km² (2009) | 10.227 (01/01/2010) |

## Transporte
La comunidad de De Pinte es atravesada por la vía Oudenaardsesteenweg (N60) la cual da conexión directa a la autopista A14/E17. La estación de ferrocarril de De Pinte da conexión directa a Bruselas, Kortrijk, De Panne y Gante.

## Acontecimientos
Cada año se realiza el tour ciclístico Sneukeltoer en De Pinte, el cual tiene una asistencia de aproximadamente 2300 ciclistas. Los beneficios de esta actividad van a Kom op tegen kanker (una fundación del tratamiento de cáncer).
Un festival de música anual, uno de los más grandes en Flandes Oriental, Zeverrock, se organiza en el distrito Zevergem.

## Ciudades Hermanas
- Freiamt (Alemania)

## Galería

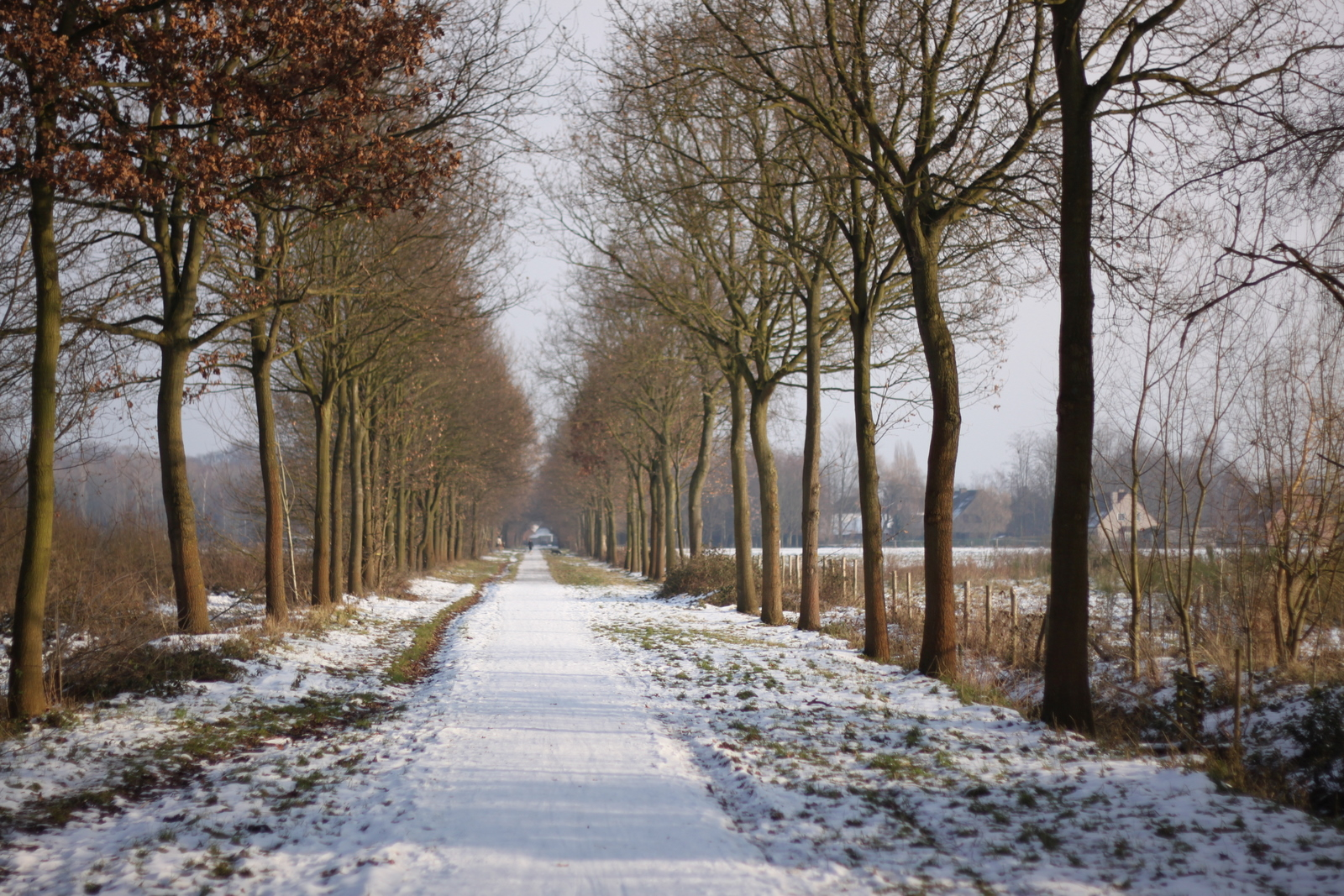
Castillo Viteux
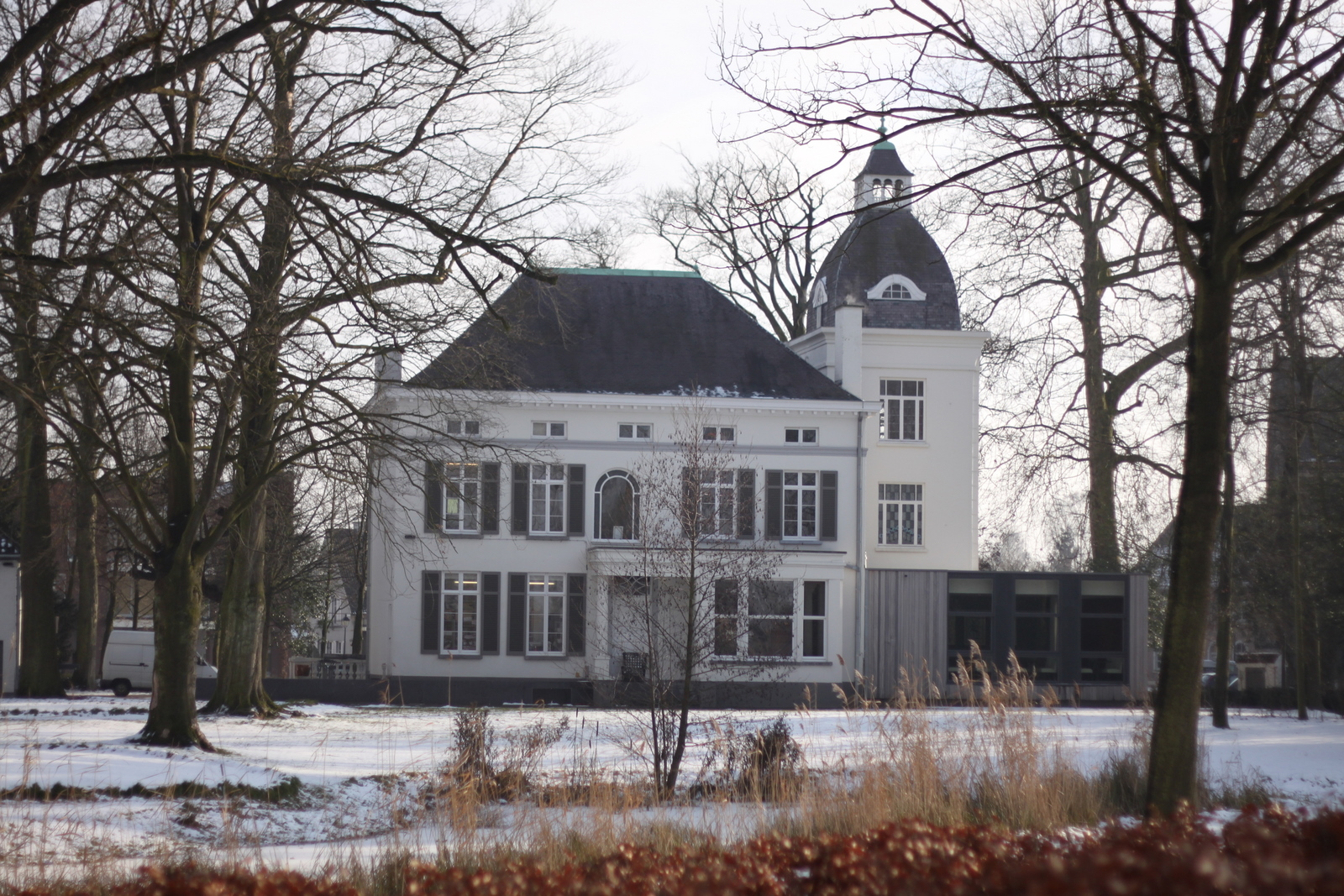
Castillo Scheldevelde
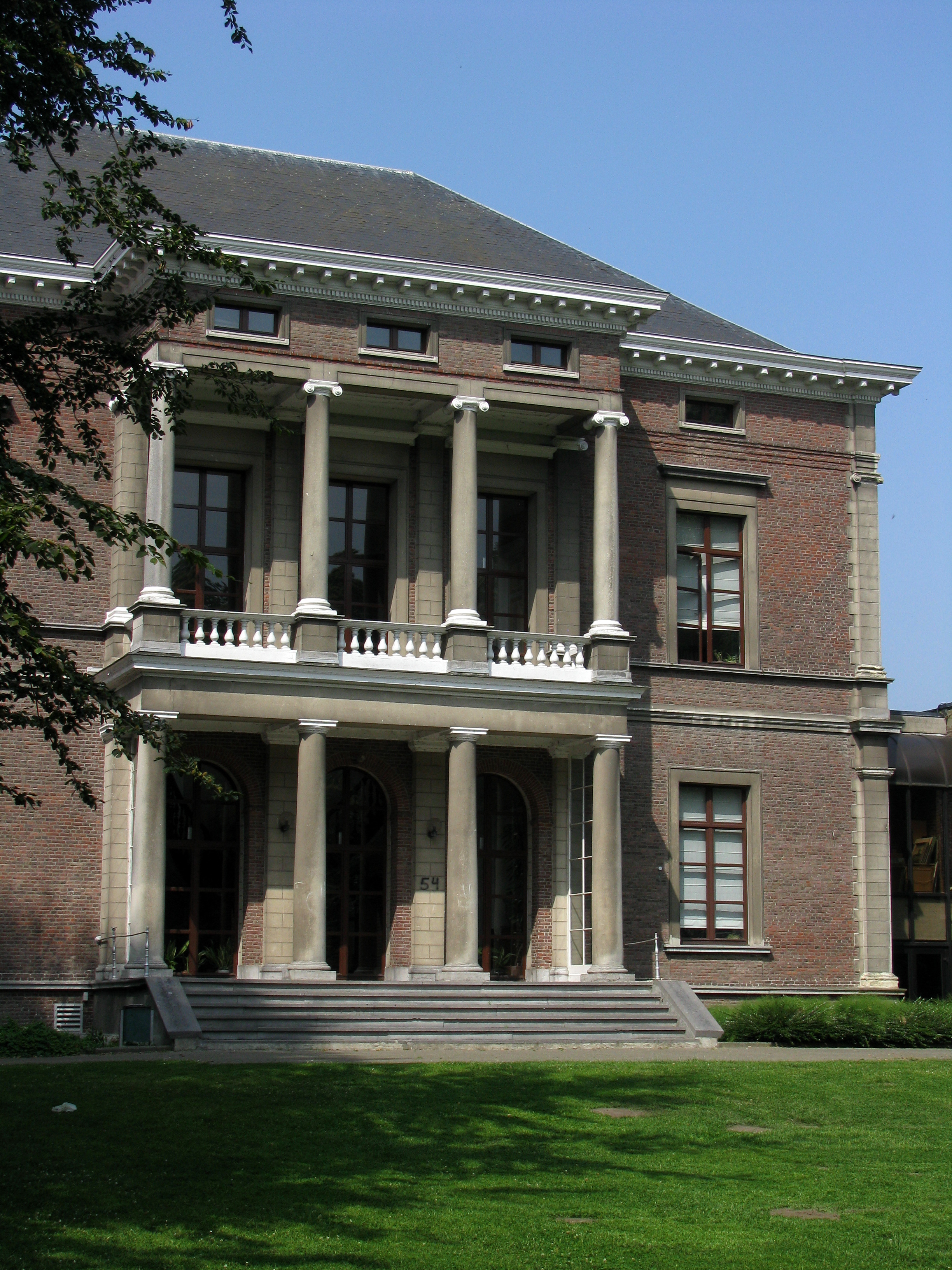
Sint-Niklaas Van Tolentijnkerk
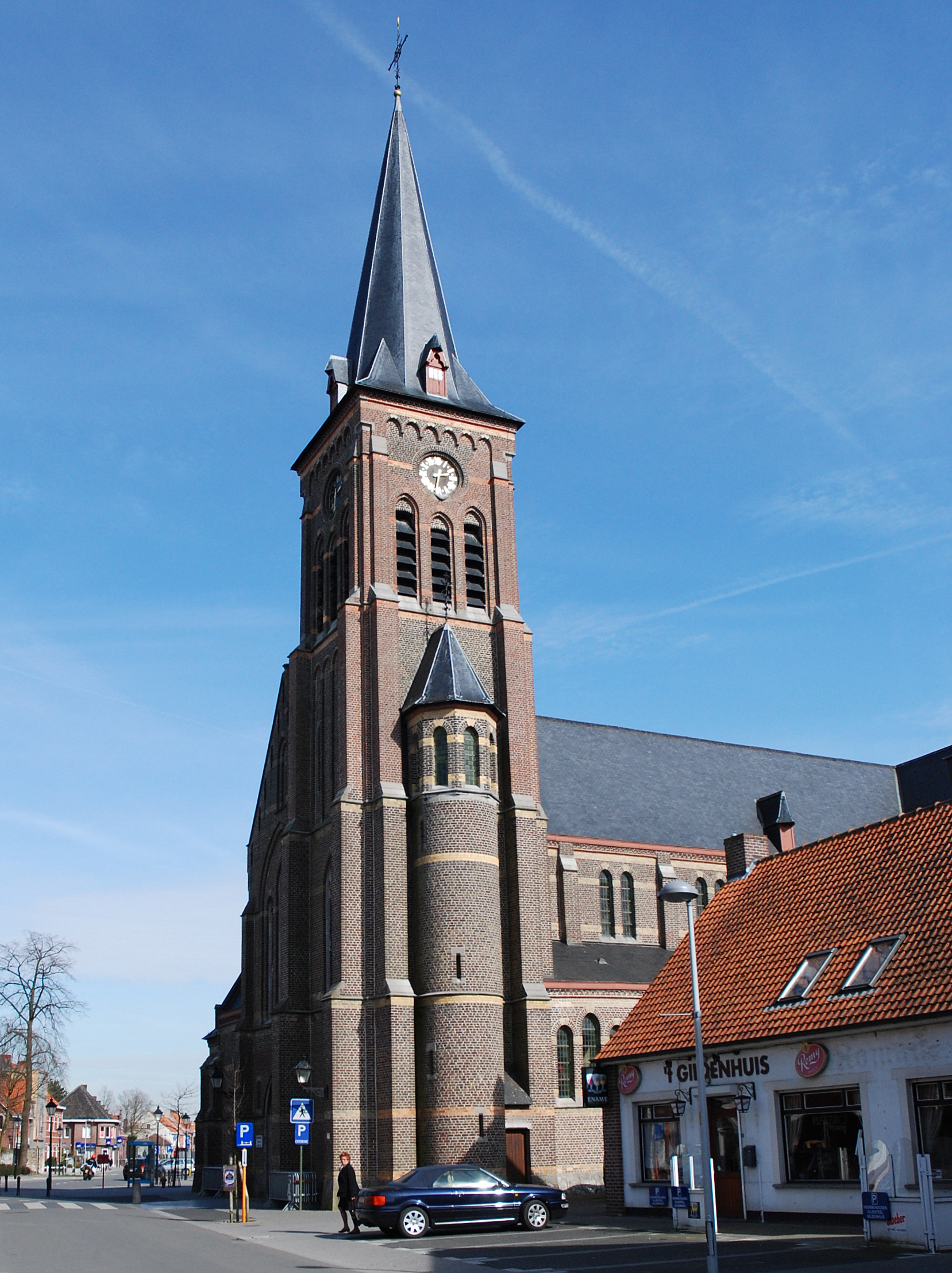